# Calamagrostis filifolia
Calamagrostis filifolia är en gräsart som beskrevs av Elmer Drew Merrill. Calamagrostis filifolia ingår i släktet rör, och familjen gräs.
Artens utbredningsområde är Filippinerna. Inga underarter finns listade i Catalogue of Life.